# 唐忠富
唐忠富（1934年10月—1997年8月3日），中共第九届、第十届中央委员。
1934年10月生于河南汝州。1947年参加工作，早年是长沙曙光电子管厂工人。1953年加入中国共产党。文革中任“工联”副组长，湖南省革委会成立时任常委，1973年7月任中共湖南省委常委，8月任省总工会主任，兼任长沙曙光电子管厂党委副书记。1982年被开除党籍。1982年2月24日被依法逮捕。1982年5月被判处有期徒刑10年，剥夺政治权利3年。1997年8月3日在长沙去世。